# Eugeniusz Cieśla
Eugeniusz Cieśla (ur. 8 sierpnia 1922 w Mielcu, zm. 18 sierpnia 2018 w Warszawie) – geolog, specjalista geologii złóż rud metali, a zwłaszcza złóż żelaza oraz mezozoiku Gór Świętokrzyskich. 

## Życiorys

### Wykształcenie
Szkołę Podstawową i Gimnazjum Ogólnokształcące ukończył w 1939 w Krakowie. Podczas okupacji, w latach 1941–1945, pracował w urzędzie pocztowym Kraków 2 jako pracownik fizyczny. 
Po wojnie, w latach 1945–1946, ukończył liceum o kierunku matematyczno-fizycznym. Następnie w latach 1946–1950 odbył studia wyższe na Wydziale Geologiczno-Mierniczym Akademii Górniczo-Hutniczej w Krakowie.

### Praca zawodowa i naukowa
Już podczas studiów podjął pracę w Państwowym Instytucie Geologicznym w Krakowie, na Wydziale Rud: w latach 1948–1949 na umowie o dzieło, jako pracownik pomocniczy, następnie, do stycznia 1952, na umowach krótkoterminowych, jako młodszy pracownik naukowy. Brał udział w pracach prowadzonych przez Romana Krajewskiego w rejonie Końskich i Przysuchy, na obszarze liasu świętokrzyskiego. Zajmował się kartowaniem geologicznym w skali 1: 25 000, nadzorowaniem wierceń i robót górniczych i profilowaniem geologicznym rdzeni wiertniczych i wyrobisk górniczych. W grudniu 1951 uzyskał dyplom inżyniera nauk technicznych i magistra geologii na podstawie pracy Opracowanie geologiczne między Bliżynem a Odrowążem, wykonanej pod kierunkiem Romana Krajewskiego.
Od lutego 1952 został zatrudniony na podstawie nakazu pracy w Wydziale Rud Państwowego Instytutu Geologicznego w Krakowie jako pracownik stały. Po przeniesieniu służbowym w 1952 do Warszawy pracował w Zakładzie Złóż Kruszców PIG, prowadząc prace geologiczno-wiertnicze, badające rudonośność utworów mezozoiku na obszarze świętokrzyskim, częstochowskim i w Karpatach.
W 1954 otrzymał stanowisko adiunkta i objął kierownictwo Sekcji Świętokrzyskich Złóż Rud, a od 1956, po reorganizacji Instytutu, kierownictwo Pracowni Staropolskich Złóż Rud Żelaza w Zakładzie Złóż Rud Żelaza. Badał wówczas perspektywy złożowe paleozoicznego trzonu Gór Świętokrzyskich oraz ich obrzeżenia mezozoicznego. Wyniki badań znajdują się w licznych sprawozdaniach, opracowaniach i dokumentacjach geologicznych. Prace te dostarczyły również bogatego materiału do znajomości stratygrafii i budowy geologicznej wspomnianych obszarów. Od października 1959 do listopada 1961 pełnił obowiązki kierownika Zakładu Złóż Rud Żelaza, zastępując Romana Osikę, który był w tym czasie oddelegowany do Demokratycznej Republiki Wietnamu.
Od kwietnia 1962 do lipca 1963 był oddelegowany do Demokratycznej Republiki Wietnamu, gdzie pełnił funkcję Kierownika Polskiej Ekspedycji Geologicznej. Wykonał w tym czasie dokumentację geologiczną złoża rud limonitowych Quý Xa (Quí Xa), weryfikował dokumentacje geologiczne złóż Làng Vinh, Tác Ái i Làng Cọ, wykonywane przez Wietnamską Grupę Geologiczną Bảo Hà, a także liczne projekty i prace geologiczne, prowadzone na wystąpieniach rud żelaza, miedzi i innych metali. Uczestniczył również w szkoleniu wietnamskiej kadry geologicznej.
Po powrocie z Wietnamu w 1963 został Kierownikiem Zakładu Złóż Rud Żelaza. Na tym stanowisku pracował do 1973. Kierował wówczas pracami geologiczno-poszukiwawczymi za osadowymi rudami żelaza oraz za rudami magnetytowo-ilmenitowymi, odkrytymi w 1962 na suwalskim masywie anortozytowym. W latach 1973–1977, po kolejnej reorganizacji Instytutu, kierował Grupą Problemową Osadowych Złóż Rud Żelaza. Opracował w tym czasie mapę metalogeniczną jury górnej w skali 1: 50 000 na arkuszach Opoczno, Przysucha, Końskie, Niekłań, Krasna. W latach 1977–1980 prowadził badania iłów ochrowych w liasie świętokrzyskim, a w latach 1981–1987 – opracował (wraz z Leszkiem Lindnerem) arkusz Końskie Szczegółowej Mapy Geologicznej Polski w skali 1: 50 000.
W 1987 przeszedł na emeryturę. W latach 1989–1990 pełnił funkcję Głównego Koordynatora Szczegółowej Mapy Geologicznej Polski w skali 1:50 000, a w latach 1993–1996 opracował arkusz Niekłań tej mapy. Od 1986 do 2005 był członkiem Komisji Zasobów Kopalin przy Ministrze Ochrony Środowiska.